# Галс (снасть)

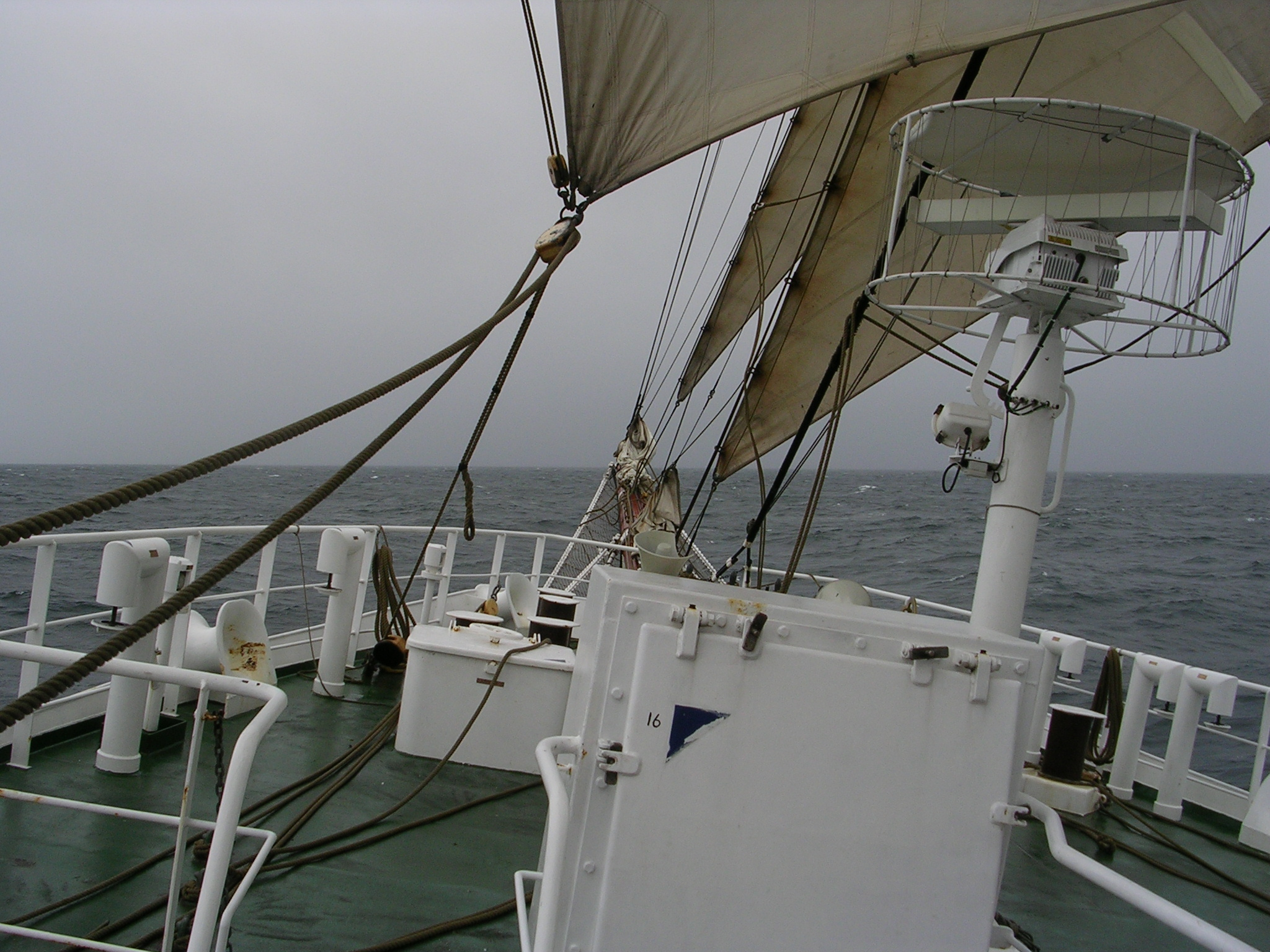
Галс фор-стакселя корабля Prince William (третій трос зліва)

Галс (нід. hals, дос. «шия, горло») — снасть або талі, що утримують на належному місці нижній навітряний кут вітрила (галсовий кут). Всі косі вітрила мають галс, а з прямих його не мають тільки ті, у яких нижні кути розтягуються по реї. Залежно від того, до якого вітрила галс прикріплений, він отримує додаткову назву: бом-клівер-галс, грота-галс, клівер-галс, лісель-галс (лісельний галс), стаксель-галс, фока-галс та ін. В англійській мові щодо галсів прямих і косих вітрил вживаються різні слова (відповідно tack і downhaul).
У косих вітрил галс кріпиться до нижнього переднього кута, який і називається галсовим. На бермудських вітрилах поширення отримав каннінгем («відтяжка Каннінгема», «вічко Каннінгема») — різновид галса, який проходить петлею через люверс, розташований трохи вище галсового кута і кріпиться до щогли, гіка або палуби. Каннінгем уможливлює швидко і легко змінювати натяг передньої шкаторини і відповідно форму вітрила.
У прямих вітрил галси присутні в піднятих на нижніх реях. У тих прямих вітрил, шкотові кути яких кріпляться до рей нижчих вітрил, керування їхнім положенням здійснюється прикріпленими до цих рей брасами, тому галси в них відсутні. У нижніх вітрил, які не мають нижчерозташованих рей, до шкотових кутів разом зі шкотами кріпляться галси: перші спрямовані до корми і здійснюють тягу шкотових кутів дозаду і донизу, в той час як галси уможливлюють переміщення шкотових кутів до носа з метою розвороту вітрил. Потреба в розвороті виникає при зміні курсу відносно напрямку вітру, коли ефективність дії повітряного потоку на пузо вітрила, розташованого перпендикулярно діаметральній площині судна, знижується.
Для полегшення поводження зі снастю, галс являє собою зазвичай простий трос без блоків. Частіше за все використовується окремі короткі талі з гакоблоком, які чіпляються за стропку на використовуваному в даний момент галсі.
Від галса слід відрізняти булінь — снасть для переміщення (занесення до носа) бокової шкаторини прямих (нижніх і марселів) і косих вітрил при зміні курсу відносно вітру.